# Manufacture Sergeys
La manufacture de cloches Sergeys fut la dernière fonderie familiale en Belgique, dans la région de Louvain.

## Histoire
L'histoire de cette manufacture familiale remonte à la famille Van den Gheyn. Leurs descendants issus du mariage de Reine-Barbe Van Aerschodt (1827-1912) et Pieter Sergeys, suivi par son fils Dominique-Constant-Irénée Sergeys (1855-1935).
Après la Seconde Guerre mondiale, cette manufacture joua un rôle dans la restauration de plusieurs jeux de cloches qui avaient été détruits par les Nazis[réf. nécessaire]. Le dernier de cette dynastie fut Jacques Sergeys qui prend la direction de la fonderie en 1970 et jusqu'à sa fermeture en 1980, la dernière manufacture active en Belgique. Les activités ont été reprises par Clock-O-Matic.

## Œuvre
- Date inconnue : cloche de l'église Saint Martin de Thirimont.
- 1929 : carillon de l'église Saint-Pierre de Louvain[4].
- 1957 : trois cloches[Où ?][5].
- 1959 : cloche, Duffel[5][Où ?].
- 1973 : restauration de l'église Saint-Sulpice-et-Saint-Dionysius de Diest[6].

## Patrimoine
Une partie du patrimoine de la manufacture est encore accessible au public dans le Vleeshuis d'Anvers.